# Generazione Giovani
Generazione Giovani è stato un programma televisivo italiano di genere talk show, andato in onda ogni sabato mattina dalle 10:00 alle 11:00 su Rai 2.

## Descrizione
L'obiettivo del programma, voluto dall'allora direttore di Rai 2 Andrea Fabiano, è di far emergere uno spaccato della realtà giovanile che allo stato attuale non sempre viene correttamente rappresentato se non tramite una lettura ideologica derivata da luoghi comuni e mode passeggere. Punto di partenza saranno i fatti di cronaca o le esperienze vissute in prima persona, narrate dai diretti interessati, commentati dai ragazzi e spiegate ai telespettatori dagli esperti scientifici.
La prima puntata del programma è andato in onda domenica 21 ottobre 2018 con la conduzione di Milo Infante.  Il 17 marzo 2019 la trasmissione ha chiuso i battenti per decisione del direttore di rete Carlo Freccero a causa dei bassi ascolti. 
La trasmissione è tornata in onda, sempre con la conduzione di Milo Infante, il 19 settembre 2020. In questa stagione, a causa della pandemia di Covid-19, sono presenti solo sei ragazzi in studio e due in collegamento. Il 24 ottobre 2020, dopo solo 6 puntate, il programma viene tuttavia sospeso.